# Antifonarium Tsgrooten
Het Antifonarium Tsgrooten of Antifonarium van Tongerlo is een bijzonder rijkelijk geïllustreerd koorboek met gebeden en gezangen uit de 16e eeuw. Het kreeg zijn naam naar de opdrachtgever van het handschrift, Antonius Tsgrooten, abt van de abdij van Tongerlo van 1504 tot 1530.

## Beschrijving
Het Antifonarium Tsgrooten maakte deel uit van een werk dat nu bewaard wordt in drie volumes. Twee daarvan bevinden zich in de British Library als mss. Add. 15426 en 15724. Het eerste bestaat uit een psalterium en een hymnarium. Het tweede volume bevat het winterdeel van een antifonarium dat eindigt waar het deel dat bewaard wordt in de erfgoedbibliotheek van de Universiteit Gent, begint. Het Gentse handschrift bevat het zomerdeel van het anfifonale.

### Codicologische beschrijving
Het Antifonarium Tsgrooten bestaat uit 338 perkamenten folia en drie schutbladeren in papier vooraan en achteraan. De folia zijn 620 bij 425 mm groot. Het is geschreven in een littera textualis in een kolom van 445 bij 257 mm op uitzondering van het hymnarium (f136r-f151v) dat geschreven is in twee kolommen van in totaal 440 bij 225 mm.

### Verluchting
Het handschrift bevat 14 boorden in Gent-Brugse stijl, 42 miniaturen (eigenlijk uitvergrote gehistorieerde initialen), talrijke versierde initialen met florale en zoömorfe motieven en initialen versierd met penwerk en drolerieën.

### Scribent en miniaturisten
Uit een inscriptie op het eerste schutblad van Add. 15426 weten we dat dit muziekboek geschreven werd door scribent Franciscus van Weert in opdracht van abt Antonius Tsgrooten van de abdij van Tongerlo. Het hymnarium (ff.136r-151v) is mogelijk van een andere hand. Het antifonarium werd gemaakt in het begin van de 16e eeuw en was voltooid in 1522. Van Weert was een bekende schrijver, hij schreef vele werken voor de abdij van Averbode en werkte ook voor onder meer de abdij van Park en de Sint-Bernardusabdij te Hemiksem. De miniaturisten zijn onbekend maar men weet dat Franciscus van Weert regelmatig samenwerkte met Adriaan Reyners uit Mechelen, Maria van Bel uit Leuven en de Antwerpse kunstenares Catharina van Everen. Ook de kanunniken van de priorij van Onze-Lieve-Vrouw-Ten-Troon te Herentals komen in aanmerking want zij werkten regelmatig voor de abdij van Tongerlo.

### Opdrachtgever
De opdrachtgever is afgebeeld in de rechterbenedenhoek van de marge op f2r. We zien hem geknield en biddend met achter hem zijn patroonheilige Antonius. Zijn mijter staat op de vensterbank en zijn staf leunt tegen zijn linkerschouder. Bovenaan in de rechtse vensteropening, is zijn wapenschild weergegeven en zijn initialen A en T worden regelmatig herhaald in het penwerk rond de versierde initialen. Het wapenschild wordt herhaald op de folia 60r, 245r en 277v.

## Verwerving van het handschrift
De familie de Merode had het handschrift gekregen van de kanunniken, bij de opheffing van de abdij door de Franse revolutionairen in 1796, als blijk van waardering voor hun eeuwenlange bescherming en ondersteuning. In 2008 verwierf de Vlaamse minister van Cultuur het handschrift als sleutelwerk in het kader van zijn topstukkenbeleid voor de som van 400.000 euro. Dit was een zeer billijke prijs, op een internationale veiling had het handschrift veel meer opgebracht. De Vlaamse Gemeenschap gaf het in bruikleen aan de Vlaamse Erfgoedbibliotheek en het werd ondergebracht in de erfgoedbibliotheek van de Universiteit Gent voor onderzoek.

## Belangrijk muziekboek
Het Antifonarium Tsgrooten  is een belangrijk gregoriaans koorboek. Het gregoriaans ontstond in de zevende en achtste eeuw en werd vanaf de Karolingische periode ook genoteerd. Maar de gregoriaanse muziek evolueerde ondertussen, onder meer onder invloed van de opkomende kloosterorden die hun eigen varianten van het repertoire creëerden om de eigenheid van hun liturgie te bevestigen. Dit was zeker het geval bij de kartuizers en de cisterciënzers, maar het is minder duidelijk wat er gebeurde bij de norbertijnen of premonstratenzers. Voor het repertoire van de norbertijnen was dit enigszins verschillend. De orde is ontstaan uit gemeenschappen van reguliere kanunniken, die de regel van Augustinus aannamen, de ritus van het bisdom waartoe ze behoorden volgden en het bijhorende gregoriaanse repertoire gebruikten. Mettertijd ontstond er een spanning tussen de lokale riten en het streven naar liturgische eenheid binnen de orde. In de latere geschiedenis van de orde werd dan ook regelmatig een herziening van het repertoire toegepast. Het Antifonarium Tsgrooten is waarschijnlijk een getuige van zo een vroege revisie. Mettertijd werden in het handschrift wijzigingen aangebracht, zowel aan de noten als aan de tekst en bij nadere bestudering blijkt dat dit doelgericht gebeurde. Als men nu het handschrift gaat vergelijken met het in 1680 door Guillaume-Gabriel Nivers uitgegeven Antiphonarium Praemonstratense, blijkt dat de melodieën nagenoeg volledig overeenstemmen. Verder onderzoek moet duidelijk maken of de druk gebaseerd was op het handschrift of dat de wijzigingen in het handschrift werden aangebracht na de publicatie van het boek. Gezien de Vlaamse Norbertijnen meewerkten met Nivers, blijven beide mogelijkheden open.

## Cultuur-historisch belang
Omdat we de periode waarin het handschrift tot stand kwam en de regio waar het gemaakt werd precies kennen kan dit handschrift ons veel leren over de wijze waarop handschriften tot stand kwamen in het Brabantse in de vroege 16e eeuw en over de werkwijze van kopiisten en illuminatoren.  Uiteraard geeft het een inzicht in de ontwikkeling van gregoriaanse muziek in het premonstratenzermilieu. Dit laat toe om handschriften waarvan de herkomst minder duidelijk is hieraan af te toetsen. Dit werk kan dus een belangrijke bron zijn voor onderzoekers op het gebied van de miniatuurkunst in Brabant.
Het handschrift blijft in de eerste plaats ook een belangrijke getuige van het rijke religieuze muziekleven in de Zuidelijke Nederlanden in de 16de eeuw.